# Pleiokirkia
Pleiokirkia é um género botânico pertencente à família Kirkiaceae, juntamente com o género Kirkia. A sua única espécie, Pleiokirkia leandrii Capuron, é originária de Madagáscar.
O género foi descrito por René Paul Raymond Capuron e publicado em Adansonia: recueil périodique d'observations botanique, n.s.  1: 89 no ano de 1961.
São árvores endémicas de Madagáscar que se podem encontram em bosques secos a uma altura de 0–499 m, na Província de Mahajanga.